# Nectocaris pteryx
La nectocaride (Nectocaris pteryx) è un animale estinto di incerta posizione sistematica, probabilmente appartenente ai molluschi, vissuto nel Cambriano medio (circa 530 milioni di anni fa). I resti fossili sono stati rinvenuti nel famoso giacimento di Burgess Shale, in Columbia Britannica (Canada).

## Un "pesce" con la testa da insetto?
Il primo esemplare rinvenuto, non perfettamente conservato, portò gli studiosi a un'errata ricostruzione dell'animale: di forma allungata e relativamente sottile, secondo questa ricostruzione Nectocaris doveva assomigliare a un bizzarro incrocio tra un pesce primitivo e un insetto. Dal "collo" in avanti, infatti, la nectocaride assomiglia a un artropode: sul capo erano presenti due paia di brevi appendici (a quanto pare non articolate) e due grandi occhi, forse posti su peduncoli. La parte posteriore del capo sembrava racchiusa in uno scudo cefalico bivalve. Il corpo, invece, era compresso lateralmente e costituito da circa quaranta segmenti, ma del tutto privo delle appendici articolate tipiche degli artropodi. Al contrario, sia la zona dorsale che quella ventrale sembravano possedere strutture allungate sostenute da raggi, che facevano pensare alle pinne dei cordati primitivi e dei pesci.
Ulteriori esemplari ben conservati, rinvenuti successivamente e studiati da Smith e Caron (2010) hanno permesso di identificare questo animale in modo più corretto: le appendici anteriori erano molto più allungate ed erano in realtà un solo paio di tentacoli. Il corpo nella parte posteriore era appiattito, simile a un aquilone e dotato effettivamente di due pinne sostenute da raggi. La struttura interpretata come un carapace ovale dietro la testa, invece, è risultata essere una sorta di imbuto (deformatosi nell'esemplare originale per la cattiva conservazione), simile a quello usato dagli odierni cefalopodi per la propulsione.

## Possibile stile di vita
È altamente probabile che questo organismo fosse un nuotatore libero, piuttosto veloce e forse dalle abitudini predatorie (come suggeriscono i grandi occhi posti nella parte anteriore del capo); la rarità della nectocaride sarebbe dovuta proprio a queste sue caratteristiche abitudini. Gli esemplari rinvenuti vennero probabilmente trascinati da una corrente torbida di fango, dovuta a una frana sottomarina, e rimasero intrappolati nei sedimenti, dove si fossilizzarono alla perfezione.

## Classificazione problematica
La curiosa combinazione tra caratteristiche presenti in Nectocaris ha sollevato molto interesse. All'epoca della sua scoperta, avvenuta negli anni '10, Charles Doolittle Walcott preferì non studiare l'esemplare, e rimase in un cassetto di un museo fino agli anni '70, quando Simon Conway Morris lo descrisse. Il paleontologo non si sbilanciò molto, e classificò la nuova specie come un organismo marino dal phylum incerto. Da quel momento in poi, Nectocaris pteryx è stata variamente classificata come un emicordato (Hemichordata), un cordato primitivo o un artropodo. Tutte le ipotesi di classificazione proposte, però, non sono mai risultate completamente soddisfacenti. Si è pensato perfino che la nectocaride possa rappresentare una sorta di anello di congiunzione tra artropodi e cordati, ma tutte le ricerche molecolari indicano che questi due gruppi sono estremamente distanti in termini di evoluzione: gli artropodi sono stati avvicinati ai nematodi, ai tardigradi e agli onicofori, mentre i cordati sono considerati stretti parenti degli echinodermi e degli emicordati. I 91 nuovi esemplari studiati da Smith e Caron nel 2010, però, hanno risolto l'enigma: sembra che Nectocaris fosse un rappresentante primitivo dei molluschi cefalopodi, con due soli due tentacoli anziché otto o dieci. Questa interpretazione anteporrebbe l'origine dei cefalopodi di circa 30 milioni di anni, molto vicino alla comparsa dei primi animali complessi, durante l'esplosione del Cambriano.
Altri animali simili potrebbero essere stati l'altrettanto enigmatico Vetustovermis e Petalilium, del Cambriano inferiore.